# Station Rosenholm
Station Rosenholm (Noors Rosenholm holdeplass)  is een halte in Nordstrand-zuid, een stadsdeel in het zuidoosten van Oslo. De halte ligt aan Østfoldbanen in het uiterste zuiden van Oslo tegen de grens met de gemeente Oppegård. 
Rosenholm wordt bediend door lijn L2, de stoptrein tussen Skøyen en Ski.